# 楊有根
楊有根（1770年—1840年），19世紀初果敢土目，前土目楊維興之子。楊維興去職之後，1797年至1808年，楊維仁輔助楊有根行政12年。楊有根在任期間，將當地原有的傣語名稱「科干山」易名為「果敢」，果敢也成為雲南的一部份，由永昌府管轄。楊有根死後，其子楊國華年幼，由楊有泮輔政，歷時六年。